# Franciszek I Sycylijski
Franciszek I (ur. 14 sierpnia 1777, zm. 8 listopada 1830) – król Obojga Sycylii w latach 1825–1830.
Urodził się w Neapolu jako syn Ferdynanda I, króla Obojga Sycylii i jego żony Marii Karoliny, arcyksiężniczki austriackiej. Poprzez matkę był siostrzeńcem Józefa II, cesarza rzymskiego oraz Marii Antoniny, królowej Francji – żony Ludwika XVI.
W 1806 rodzina królewska została zmuszona do ucieczki z Neapolu na Sycylię, a lord William Bentinck – brytyjski rezydent, ustanowił konstytucję i pozbawił Ferdynanda I całej jego władzy. W 1812 Franciszek został mianowany regentem. Po upadku Napoleona Bonaparte, ojciec Franciszka powrócił do Neapolu i zniósł konstytucję wraz z autonomią. W 1816 Królestwo Neapolu i Królestwo Sycylii zostały połączone w Królestwo Obojga Sycylii, a Franciszek otrzymał oficjalny tytuł księcia Kalabrii. Jeszcze będąc następcą tronu, Franciszek miał liberalne poglądy, a kiedy w 1820 wybuchła rewolucja, zaakceptował regencję dążąc do uchwalenia nowej konstytucji, która jednak okazała się zbytnio liberalna nawet dla niego. Stąd, odziedziczywszy tron w 1825, Franciszek wyznawał już bardziej konserwatywne poglądy.
Właściwie nie brał udziału w "rządzeniu" państwem, rządy zostawił w rękach swoich faworytów oraz urzędników. Sam żył szczęśliwie ze swoimi kochankami, ale otoczył się przez wojsko, bojąc się zamachu na swoje życie. Podczas całego jego panowania jedyne powstanie, jakie wybuchło miało miejsce w Cilento, w 1828 i dowodził nim markiz Delcarretto – były liberał.
Podczas swoich rządów ustanowił, Królewski Order Franciszka I – nagrodę za zasługi obywatelskie.

## Małżeństwa i potomstwo

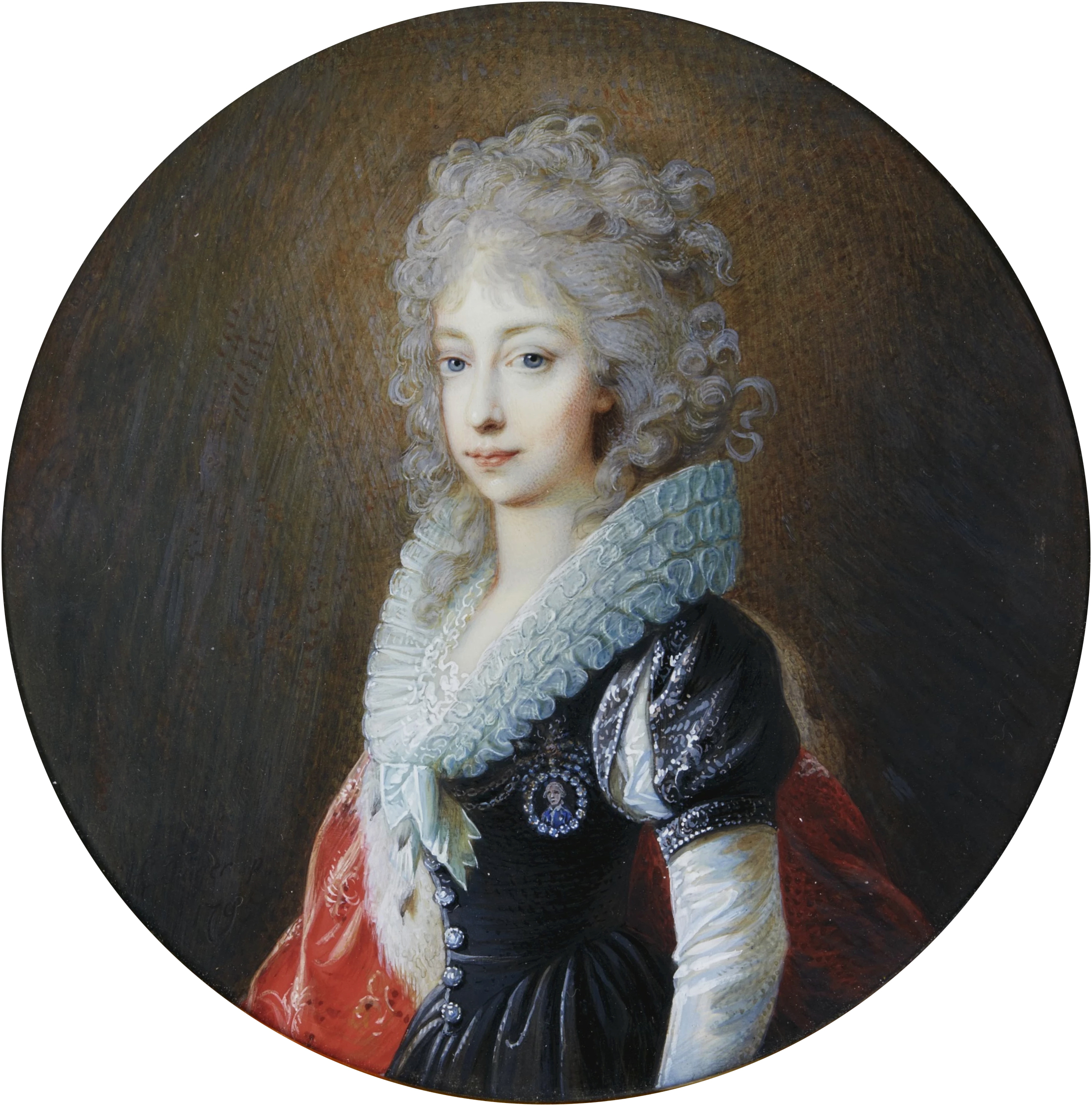
Pierwsza żona Franciszka – Maria Klementyna

25 czerwca 1797 w Foggii poślubił swoją siostrę cioteczną, która była jednocześnie jego siostrą wujeczną  – arcyksiężniczkę Marię Klementynę, córkę cesarza Leopolda II i Marii Ludwiki córki Karola III króla Hiszpanii. Ich dziećmi byli:
- Karolina Ferdynanda Luiza (1798–1870)

∞ Karol Ferdynand, książę de Berry
∞ Ettore Lucchesi-Palli, książę di Campofranco i della Grazia
- Ferdynand (1800–1801)

19 sierpnia 1802 ożenił się ze swoją siostrą stryjeczną – Marią Izabelą, córką króla Hiszpanii, Karola IV. Ich dziećmi byli:
- Ludwika Szarlotta (1804–1844)

∞ Franciszek de Paula, infant hiszpański, młodszy brat jej matki
- Maria Krystyna (1806–1878)

∞ Ferdynand VII, król Hiszpanii, starszy brat jej matki
∞ Augustyn Ferdynand Muñoz, książę Rianzares
- Ferdynand II, król Obojga Sycylii (1810–1859)
- Karol Ferdynand, hrabia Kapui (1811–1862)

∞ Penelope Smyth
- Leopold, hrabia Syrakuz (1813–1860)

∞ Maria, księżniczka Savoy-Carignano
- Maria Antonietta (1814–1898)

∞ Leopolda II, wielki książę Toskanii
- Antoni, hrabia Lecce (1816–1843)
- Maria Amalia (1818–1857)

∞ Sebastian, infant hiszpański
- Maria Karolina (1820–1861)

∞ Karol, hrabia Montemolin, pretendent do tronu Hiszpanii
- Teresa Krystyna (1822–1889)

∞ Piotr II, cesarz Brazylii
- Ludwik, hrabia Aquila (1824–1897)

∞ Januaria, księżniczka brazylijska, infantka portugalska
- Franciszek, hrabia Trani (1827–1892)

∞ Maria Izabela, księżniczka toskańska
Franciszek miał również kilkoro dzieci ze związków pozamałżeńskich.